# Paul Zumthor
Paul Zumthor, född den 15 augusti 1915 i Saint-Gingolph, död den 1 november 1995 i Montréal, var en schweizisk franskspråkig medievist, romanist, skriftställare och kulturfilosof.
Zumthor växte upp i Paris och studerade hos Gustave Cohen. Han var fransk lektor i Halle och habiliterade sig 1943 i Genève med Merlin le prophète. Un thème de la littérature polémique, de l'historiographie et des romans och (som thèse complémentaire) Victor Hugo, poète de Satan.  
Därefter blev han assistent till Walther von Wartburg vid Universität Basel och 1948, vid 33 års ålder, efterträdare till Kornelis Sneyders de Vogel i Groningen. År 1952 övergick han till Amsterdam, 1968 till Paris-Vincennes och 1971 via Yale till Montréal, där han 1980 blev emeritus.
Zumthor  publicerade talrika språk- och litteraturvetenskapliga arbeten och en del skönlitterära (såväl prosa som diktning). Flera av hans verk översattes till andra språk.